# Digital Signal 1
T1-DS1 es un estándar de entramado y señalización para transmisión digital de voz y datos basado en PCM ampliamente usado en telecomunicaciones en Norteamérica, Corea del Sur y Japón (E1 es el esquema preferido en lugar de T1 en el resto del mundo). Técnicamente, DS1 (Digital Signal 1) es el patrón de bits lógico (formato de trama) que se usa sobre una línea T1 física; sin embargo, los términos "DS1" y "T1" suelen usarse indistintamente. 
Cuando la transmisión digital empezó a ser una tecnología factible frente a la transmisión analógica de información el CCITT se mostró incapaz de lograr un acuerdo respecto a un estándar internacional para la modulación por codificación de impulsos (PCM). Esto derivó en el uso de varios esquemas incompatibles en diferentes países alrededor del mundo.
El sistema del T-Portador (T-Carrier), introducido por Bell System en los Estados Unidos en los años 60 fue el primer sistema acertado que soportó la transmisión de voz digitalizada.  La tasa de transmisión original (1544 kbit/s) en la línea T-1 es comúnmente usada hoy en día en conexiones de Proveedores de Servicios de Internet (ISP) hacia la Internet. En otro nivel, una línea T-3 proporciona 44736 kbit/s, que también es comúnmente usada por los Proveedores de Servicios de Internet. Otro servicio comúnmente instalado es un T-1 fraccionado, que es el alquiler de una cierta porción de los 24 canales en una línea T-1, con los otros canales que no se están usando.
El sistema T-portador es enteramente digital, usando modulación por impulsos codificados y multiplexación por división de tiempo.  El sistema utiliza cuatro hilos y proporciona la capacidad a dos vías (dos hilos para recibir y dos para enviar al mismo tiempo).  La corriente digital T-1 consiste en 24 canales 64-kbit/s multiplexados (el canal estándar de 64 kbit/s se basa en el ancho de banda necesaria para una conversación de voz.)  Los cuatro hilos eran originalmente un par de cables de cobre trenzado, pero ahora pueden también incluir cable coaxial, la fibra óptica, la microonda digital y otros medios.  Un número de variaciones en el número y uso de canales es posible.

## Ancho de Banda
En el sistema T-1, las señales de la voz se muestrean 8000 veces por segundo y cada muestra se digitaliza en una palabra de 8 bits. Con 24 canales que son convertidos a digital al mismo tiempo, un marco de 192 bits (24 canales cada uno con una palabra de 8 bits) se está transmitiendo así 8000 veces por segundo. Cada marco es separado del siguiente por un solo bit, haciendo un bloque 193 bits.  El marco de 192 bits se multiplicó por 8000 y los 8000 bits que enmarcan hacen crecer la tasa de datos del T-1 hasta 1544 kbit/s. Los bits de señalización son los menos significativos para cada marco. Esto se calcula de la siguiente forma:
{\displaystyle \left(8\,{\frac {\mathrm {bits} }{\mathrm {canal} }}\times 24\,{\frac {\mathrm {canales} }{\mathrm {frame} }}+1\,{\frac {\mathrm {framing\ bit} }{\mathrm {frame} }}\right)\times 8000\,{\frac {\mathrm {frames} }{\mathrm {segundo} }}}
{\displaystyle =1544000\,{\frac {\mathrm {bits} }{\mathrm {segundo} }}}
{\displaystyle =1.544\,{\frac {\mathrm {Mbit} }{\mathrm {segundo} }}.}